# Lijst van nummer 1-hits in de Vlaamse top 10 in 2016
Deze hits stonden in 2016 op nummer 1 in de Vlaamse top 10.
| Datum        | Artiest                          | Titel                 |
| ------------ | -------------------------------- | --------------------- |
| 2 januari    | K3                               | 10.000 luchtballonnen |
| 9 januari    | K3                               | 10.000 luchtballonnen |
| 16 januari   | K3                               | 10.000 luchtballonnen |
| 23 januari   | Dana Winner                      | Weer verder gaan      |
| 30 januari   | Tourist LeMC                     | En route              |
| 6 februari   | Tourist LeMC                     | En route              |
| 13 februari  | Tourist LeMC                     | En route              |
| 20 februari  | Tourist LeMC                     | En route              |
| 27 februari  | Tourist LeMC                     | En route              |
| 5 maart      | Tourist LeMC                     | En route              |
| 12 maart     | Tourist LeMC                     | En route              |
| 19 maart     | Bazart                           | Goud                  |
| 26 maart     | Ertebrekers                      | De zji                |
| 2 april      | Tourist LeMC & Spiritually Wally | Horizon               |
| 9 april      | Tourist LeMC & Spiritually Wally | Horizon               |
| 16 april     | Tourist LeMC & Spiritually Wally | Horizon               |
| 23 april     | Tourist LeMC & Spiritually Wally | Horizon               |
| 30 april     | Tourist LeMC & Spiritually Wally | Horizon               |
| 7 mei        | Tourist LeMC & Spiritually Wally | Horizon               |
| 14 mei       | Tourist LeMC & Spiritually Wally | Horizon               |
| 21 mei       | Tourist LeMC & Spiritually Wally | Horizon               |
| 28 mei       | Tourist LeMC & Spiritually Wally | Horizon               |
| 4 juni       | Tourist LeMC & Spiritually Wally | Horizon               |
| 11 juni      | Tourist LeMC & Spiritually Wally | Horizon               |
| 18 juni      | Tourist LeMC & Spiritually Wally | Horizon               |
| 25 juni      | Tourist LeMC & Spiritually Wally | Horizon               |
| 2 juli       | Tourist LeMC & Spiritually Wally | Horizon               |
| 9 juli       | Tourist LeMC & Spiritually Wally | Horizon               |
| 16 juli      | Tourist LeMC & Spiritually Wally | Horizon               |
| 23 juli      | Tourist LeMC & Spiritually Wally | Horizon               |
| 30 juli      | Tourist LeMC & Spiritually Wally | Horizon               |
| 6 augustus   | Tourist LeMC & Spiritually Wally | Horizon               |
| 13 augustus  | Tourist LeMC & Spiritually Wally | Horizon               |
| 20 augustus  | Bazart                           | Chaos                 |
| 27 augustus  | Bazart                           | Chaos                 |
| 3 september  | Bazart                           | Chaos                 |
| 10 september | Bazart                           | Chaos                 |
| 17 september | Bazart                           | Chaos                 |
| 24 september | Bazart                           | Chaos                 |
| 1 oktober    | Bazart                           | Chaos                 |
| 8 oktober    | Bazart                           | Chaos                 |
| 15 oktober   | Bazart                           | Chaos                 |
| 22 oktober   | Bazart                           | Chaos                 |
| 29 oktober   | Bazart                           | Chaos                 |
| 5 november   | Bazart                           | Chaos                 |
| 12 november  | Bazart                           | Chaos                 |
| 19 november  | Bazart                           | Nacht                 |
| 26 november  | Niels & Wiels                    | Een beetje anders     |
| 3 december   | Tourist Le MC & Bart Peeters     | Meester Kunstenaar    |
| 10 december  | Niels & Wiels                    | Een beetje anders     |
| 17 december  | Bazart                           | Nacht                 |
| 24 december  | Van Echelpoel                    | Ziet em duun          |
| 31 december  | Van Echelpoel                    | Ziet em duun          |

Lijsten van nummer 1-hits in de Radio 2 Top 30

1970 ·
1971 ·
1972 ·
1973 ·
1974 ·
1975 ·
1976 ·
1977 ·
1978 ·
1979 ·
1980 ·
1981 ·
1982 ·
1983 ·
1984 ·
1985 ·
1986 ·
1987 ·
1988 ·
1989 ·
1990 ·
1991 ·
1992 ·
1993 ·
1994 ·
1995 ·
1996 ·
1997 ·
1998 ·
1999 ·
2000 ·
2001 ·
2002 ·
2003 ·
2004 ·
2005 ·
2006 ·
2007 ·
2008 ·
2009 ·
2010 ·
2011 ·
2012 ·
2013 ·
2014 ·
2015 ·
2016 ·
2017 ·
2018 ·
2019 ·
2020 ·
2021 ·
2022 ·
2023 ·
2024 ·
2025
Lijsten van nummer 1-hits in de Ultratop 50 

1995 ·
1996 ·
1997 ·
1998 ·
1999 ·
2000 ·
2001 ·
2002 ·
2003 ·
2004 ·
2005 ·
2006 ·
2007 ·
2008 ·
2009 ·
2010 ·
2011 ·
2012 ·
2013 ·
2014 ·
2015 ·
2016 ·
2017 ·
2018 ·
2019 ·
2020 ·
2021 ·
2022 ·
2023 ·
2024 ·
2025
Lijsten van nummer 1-hits in de Vlaamse top 50

2001 ·
2002 ·
2003 ·
2004 ·
2005 ·
2006 ·
2007 ·
2008 ·
2009 ·
2010 ·
2011 ·
2012 ·
2013 ·
2014 ·
2015 ·
2016 ·
2017 ·
2018 ·
2019 ·
2020 ·
2021 ·
2022 ·
2023 ·
2024 ·
2025
- Nederland (Top 40)
- Nederland (Single Top 100)
- Nederland (3FM Mega Top 50)
- Nederland (Graadmeter)
- Vlaanderen (Radio 2 Top 30)
- Vlaanderen (Ultratop 50)
- Vlaanderen (Top 30 van Ultratop)
- Wallonië
- Australië
- Canada
- Denemarken
- Duitsland
- Finland
- Frankrijk
- Ierland
- Italië
- Nieuw-Zeeland
- Noorwegen
- Oostenrijk
- Polen
- Portugal
- Spanje
- Verenigd Koninkrijk
- Verenigde Staten (Hot 100)
- Zweden
- Zwitserland